# 10-я пехотная дивизия (Российская империя)
10-я пехотная дивизия, 10-я дивизия — пехотное соединение Русской императорской армии.
Штаб-квартира дивизии: Симферополь (1807), Каменец-Подольск (1820), Дубоссары (1828 год), Пултуск (1837 год), Староконстантинов (1849 год), Тула (1861 год), Ченстохов (1866), Варшава (1876 год), Варшава (1906 год), Лодзь (1907—1909 год), Нижний Новгород (1910—1914 год). 
С 1880-х годов соединение входило в состав 5-го армейского корпуса.

## История дивизии

### Формирование
В XIX веке дивизия стала основным оперативно-тактическим соединением в вооружённых силах многих государств мира. В Русской армии в конце XVIII века дивизии были переименованы в инспекции, представлявшие собой военно-административные единицы. В 1806 году дивизионная организация войск в России была восстановлена.
Будущая 10-я пехотная дивизия сформирована 5 февраля 1806 г. как 12-я дивизия с местом дислокации Крым. С 4 мая 1806 г. именовалась 13-й дивизией. Первым начальником был назначен генерал-лейтенант герцог Э. О. Ришельё. В 1806 г. в ходе русско-турецкой войны дивизия под его командованием участвовала в штурме Измаила, который оказался неудачным. В 1806—1807 годах состав дивизии входила кавалерийская бригада. 31 марта 1811 года дивизия переименована в 13-ю пехотную. Впоследствии номер и состав частей дивизии неоднократно изменялись.

###### Наименования[3][4]
- 05.02.1806—04.05.1806 — 12-я дивизия
- 04.05.1806—31.03.1811 — 13-я дивизия
- 31.03.1811—20.05.1820 — 13-я пехотная дивизия
- 20.05.1820—03.06.1833 — 17-я пехотная дивизия
- 03.06.1833—26.04.1835 — 13-я пехотная дивизия
- 26.04.1835—хх.хх.1918 — 10-я пехотная дивизия

На 1812 год в состав дивизии входили следующие части:
- 1‑я бригада (генерал-майор Ф. А. Линдфорс) — Галицкий и Великолуцкий пехотные полки;
- 2‑я бригада (генерал-майор П. Г. Языков) — Пензенский и Саратовский пехотные полки;
- 3‑я бригада (генерал-майор А. Я. Рудзевич) — 12-й и 22-й егерские полки;
- 13‑я полевая артиллерийская бригада (полковник А. И. Браамс) (№ 13‑го батарейная и №№ 24‑го и 25‑го лёгкие артиллерийские роты).

Соединение служило главным источником для отбора в Сибирский гренадерский полк. В 1812 году полки бригад дивизии направлены в войска Дунайской армии адмирала П. В. Чичагова. Галицкий, Саратовский пехотные и 12-й егерский полки в составе разных корпусов Русской армии участвовали в наступлении к Брест-Литовску, в боях на реке Березина и в преследовании бегущего неприятеля, а Великолуцкий и Пензенский пехотные полки осенью того же года были выдвинуты к Брест-Литовску.
В период 1813 — 1814 годов формирование под командованием генерал-майора И. П. Росси находилось в составе Польской армии.
Личный состав дивизии участвовал в подавлении Польского восстания 1830 — 1831 годов.
Во время Первой мировой войны

10-я дивизия прославилась в первом же своем бою под Лащовом, где тюменцы полковника Пацевича и колыванцы полковника Мокржецкого взяли по знамени, а затем у Ярослава, Ловича, в наревских боях, у Нарочи и далее в Брусиловское наступление в сражениях на Стыри и Липе. По трофеям — 2 знамени и 77 орудий — она занимает первое место на всем австро-германском фронте.— Керсновский А. А. История Русской армии
Дивизия - активная участница Виленской операции в августе - сентябре 1915 г. и Нарочской операции в марте 1916 г. Действовала в сражении при Берестечко в начале июля 1916 г.

## Состав
- 1-я бригада (1903: Лодзь; 1910-1914: Нижний Новгород)
  - 37-й пехотный Екатеринбургский полк
  - 38-й пехотный Тобольский генерала графа Милорадовича полк
- 2-я бригада (1903: Варшава; 1913: Моршанск)
  - 39-й пехотный Томский Е. И. В. Эрц-Герцога Австрийского Людвига-Виктора полк
  - 40-й пехотный Колыванский полк
- 10-я артиллерийская бригада (с 1913 Нижний Новгород)

## Командование дивизии
(Командующий в дореволюционной терминологии означал временно исполняющего обязанности начальника или командира. Должности начальника дивизии соответствовал чин генерал-лейтенанта, и при назначении на эту должность генерал-майоров они как правило оставались командующими до момента своего производства в генерал-лейтенанты).

### Начальники дивизии
- 05.02.1806 — 29.08.1814[~ 1] — генерал-лейтенант герцог де Ришелье, Эммануил Осипович
  - хх.06.1812 — 15.09.1813 — командующий генерал-майор Линдфорс, Фёдор Андреевич
  - 15.09.1813 — 17.03.1814 — командующий генерал-лейтенант Рудзевич, Александр Яковлевич
  - 17.03.1814 — 29.08.1814 — командующий полковник Головнин, Василий Данилович
- 29.08.1814 — 09.04.1816[~ 2] — генерал-лейтенант Рудзевич, Александр Яковлевич
  - 14.11.1814 — 05.05.1816 — командующий генерал-майор Языков, Пётр Григорьевич
- 05.05.1816 — 30.01.1819 — генерал-майор Мещеринов, Василий Дмитриевич
- 02.02.1819 — 01.01.1827[~ 3] — генерал-майор (с 12.12.1824 генерал-лейтенант) Желтухин, Сергей Фёдорович
  - 03.06.1820 — хх.хх.1821 — командующий генерал-майор Козлянинов, Иван Тимофеевич
  - 05.05.1824 — 05.11.1824 — командующий генерал-майор Ведемейер, Александр Иванович
  - 14.05.1825 — 14.10.1825 — командующий генерал-майор Ведемейер, Александр Иванович
  - 07.05.1826 — 01.09.1826 — командующий генерал-майор Ведемейер, Александр Иванович
- 01.01.1827 — 10.07.1828[~ 4] — генерал-лейтенант Корнилов, Пётр Яковлевич
- 10.07.1828 — 17.08.1828 — командующий генерал-майор Эйсмонт, Алексей Матвеевич
- 17.08.1828[~ 5] — 24.07.1832[~ 6] — генерал-майор Пригара, Павел Онуфриевич
- 24.07.1832 — 29.04.1844 — генерал-майор (с 25.06.1833 генерал-лейтенант) Чеодаев, Михаил Иванович
- 15.05.1844 — 19.10.1851 — генерал-майор (с 06.12.1844 генерал-лейтенант) Дебан-Скоротецкий, Викентий Иванович
  - 18.03.1851 — 18.07.1851[~ 7] — командующий генерал-майор Павлов, Прокофий Яковлевич
- 20.10.1851 — 24.10.1854[~ 8] — генерал-майор (с 26.11.1852 генерал-лейтенант) Соймонов, Фёдор Иванович
- 24.10.1854 — 04.01.1855 — командующий генерал-майор Вильбоа, Даниил Александрович
- 04.01.1855 — 08.06.1855 — командующий генерал-майор Баумгартен, Александр Карлович
- 08.06.1855 — 13.01.1863 — генерал-майор (с 15.06.1855 генерал-лейтенант) Семякин, Константин Романович
- 13.01.1863 — 07.07.1863 — генерал-лейтенант Проскуряков, Александр Дмитриевич
- 07.07.1863 — 07.04.1874 — генерал-майор (с 30.08.1863 генерал-лейтенант) Глебов, Константин Николаевич
- 07.04.1874 — 19.02.1881 — генерал-лейтенант Мандерштерн, Александр Карлович
- 19.02.1881 — 21.03.1881 — генерал-лейтенант Зверев, Николай Яковлевич
- 21.03.1881 — 24.10.1890 — генерал-майор (с 30.08.1881 генерал-лейтенант) Игельстром, Генрих Густавович
- 31.10.1890 — 03.06.1898 — генерал-лейтенант Войде, Карл Маврикиевич
- 10.06.1898 — 16.06.1901 — генерал-майор (с 06.12.1898 генерал-лейтенант) барон Меллер-Закомельский, Александр Николаевич
- 16.06.1901 — 21.10.1902 — генерал-лейтенант Агапеев, Пётр Еремеевич
- 19.12.1902 — 29.01.1906 — генерал-лейтенант Шатилов, Николай Павлович
- 03.02.1906 — 14.06.1908 — генерал-майор (с 30.07.1907 генерал-лейтенант) Радкевич, Евгений Александрович
- 10.07.1908 — 13.03.1915 — генерал-майор (с 10.10.1908 генерал-лейтенант) Лопушанский, Николай Яковлевич
- 13.03.1915 — 18.04.1916 — генерал-майор (с 09.04.1915 генерал-лейтенант) Гаврилов, Василий Тимофеевич
- 13.05.1916 — 07.04.1917 — командующий генерал-майор Надёжный, Дмитрий Николаевич
- 15.04.1917 — 12.05.1917 — командующий генерал-майор Марков, Сергей Леонидович
- 25.05.1917 — хх.хх.хххх — генерал-майор (позднее генерал-лейтенант) Гальфтер, Виктор Петрович

### Начальники штаба дивизии
Должность начальника штаба дивизии была введена 1 января 1857 года.
- 01.01.1857 — 25.09.1860 — полковник Мацнев, Владимир Николаевич
- хх.хх.1860 — 08.09.1862 — подполковник Михалевич, Владислав Казимирович
- 08.09.1862 — хх.хх.1862 — полковник Чемерзин, Алексей Яковлевич
- хх.хх.1862 — 05.10.1863 — подполковник Михалевич, Владислав Казимирович
- 05.10.1863 — 22.01.1864 — подполковник Симонов, Александр Иванович
- 22.01.1864 — 24.08.1864[~ 9] — подполковник Познанский, Игнатий Николаевич
- 21.08.1864 — 03.07.1867 — подполковник (с 30.08.1866 полковник) Мосолов, Николай Николаевич
- 03.07.1867 — после 20.09.1868 — полковник Адлер, Август Эрнестович
- до 25.11.1868 — 03.03.1877 — подполковник (с 17.04.1870 полковник) Михайлов, Леонид Кондратьевич[~ 10]
- 06.03.1877 — 03.08.1877 — полковник Пфейфер, Георгий Александрович
- 21.08.1877 — 01.11.1885 — полковник Фёдоров, Яков Дмитриевич
- 11.11.1885 — 03.01.1886 — полковник Каменецкий, Дмитрий Алексеевич
- 03.01.1886 — 29.09.1889 — полковник Мау, Николай Иванович
- 03.10.1889 — 04.01.1893 — полковник фон Фохт, Николай Александрович
- 23.01.1893 — 06.10.1899 — полковник Эверт, Алексей Ермолаевич
- 20.05.1900 — 29.01.1901 — полковник Лаврентьев, Антон Дмитриевич
- 29.01.1901 — 30.03.1904 — полковник Янушевский, Григорий Ефимович
- 14.12.1904 — 06.09.1905 — полковник Бурковский, Владимир Константинович
- 22.09.1905 — 12.06.1912 — подполковник (с 06.12.1906 полковник) Дмитревский, Пётр Иванович
- 17.06.1912 — 07.12.1913 — полковник Люпов, Сергей Николаевич
- 26.01.1914 — 08.01.1915 — полковник Надёжный, Дмитрий Николаевич
- 19.01.1915 — 01.02.1916 — и. д. полковник Петров, Фёдор Андреевич
- 16.02.1916 — 27.07.1916 — генерал-майор Галкин, Михаил Сергеевич
- 01.09.1916 — 20.02.1917 — генерал-майор Буров, Пётр Никитич
- 04.04.1917 — 05.09.1917 — генерал-майор Лебедев, Николай Владимирович
- 15.09.1917 — 25.11.1917 — и. д. полковник Жолынский, Иосиф Иосифович
- 09.12.1917 — хх.хх.хххх — и. д. подполковник Клюев, Леонид Лаврович

### Командиры 1-й бригады
В период с 28 марта 1857 года по 30 августа 1873 года должности бригадных командиров были упразднены. 
После начала Первой мировой войны в дивизии была оставлена должность только одного бригадного командира, именовавшегося командиром бригады 10-й пехотной дивизии
- 05.02.1806 — 17.01.1811 — генерал-майор Кобле, Фома Александрович
- 17.01.1811 — 08.10.1813[~ 11] — генерал-майор Линдфорс, Фёдор Андреевич
  - хх.06.1812 — 15.09.1813 — командующий полковник Головнин, Василий Данилович
  - 08.10.1813 — 17.03.1814 — командующий полковник Головнин, Василий Данилович
- 29.08.1814 — 01.06.1815[~ 12] — генерал-майор Гангеблов, Семён Георгиевич
  - 29.08.1814 — 1814/1815 — командующий генерал-майор Сазонов, Фёдор Васильевич
- 01.06.1815 — 31.01.1816 — генерал-майор Сулима, Николай Семёнович
- 31.01.1816 — 08.03.1816 — командующий полковник Головнин, Василий Данилович
- 08.03.1816 — 11.09.1816 — генерал-майор Козлянинов, Иван Тимофеевич
- 11.09.1816 — 18.11.1816 — генерал-майор Рылеев, Михаил Николаевич
- 18.11.1816 — 05.02.1823 — генерал-майор Козлянинов, Иван Тимофеевич
- 30.08.1823 — 05.04.1828 — генерал-майор Морозов, Иван Семёнович
- 05.04.1828 — 12.03.1833 — генерал-майор Ширман, Вилим Карлович
- 12.03.1833 — 21.01.1838 — генерал-майор Эйсмонт, Алексей Матвеевич
- 21.01.1838 — 19.02.1844 — генерал-майор Мисевский, Пётр Лаврентьевич
- 19.02.1844 — 13.02.1846 — генерал-майор Бодиско, Александр Николаевич
- 13.02.1846 — 08.06.1846 — генерал-майор Воронец, Яков Владимирович
- 08.06.1846 — 23.09.1847 — генерал-майор Кондзеровский, Яков Дмитриевич
  - 27.02.1847 — 27.05.1847 — командующий генерал-майор Рафалович, Карл Матвеевич
- 23.09.1847 — 14.10.1850 — генерал-майор Мартинау, Карл Алексеевич
- 22.10.1850 — 17.02.1854 — генерал-майор Бельгард, Карл Александрович
- 17.02.1854 — 20.10.1855 — генерал-майор Баумгартен, Александр Карлович
- 20.10.1855 — 08.03.1856 — генерал-майор Копьев, Юрий Алексеевич
- 20.04.1856 — 28.03.1857 — генерал-майор Тиньков, Сергей Николаевич
- 30.08.1873 — 29.01.1877 — генерал-майор Шульман, Александр Карлович
- 29.01.1877 — 13.01.1885 — генерал-майор Станкевич, Антон Осипович
- 26.01.1885 — 17.07.1889 — генерал-майор Тржецяк, Евгений Антонович
- 20.07.1889 — 23.12.1894[~ 13] — генерал-майор Михеев, Александр Дмитриевич
- 05.01.1895 — 24.10.1900 — генерал-майор Хейкель, Магис Карлович
- 17.12.1900 — 17.03.1906 — генерал-майор Экстен, Николай Александрович
- 17.03.1906 — 12.05.1910 — генерал-майор Дуброва, Николай Михайлович
- 12.05.1910 — 23.07.1911 — генерал-майор Нечволодов, Александр Дмитриевич
- 23.07.1911 — 15.04.1913[~ 14] — генерал-майор Яроцкий, Богдан Иванович
- 02.05.1913 — 31.07.1915 — генерал-майор Бутков, Фёдор Васильевич
- 03.08.1915 — 20.04.1916 — генерал-майор Надёжный, Дмитрий Николаевич
- 29.05.1916 — 22.01.1917 — генерал-майор Потапов, Степан Захарович
- 06.03.1917 — хх.хх.хххх — генерал-майор Сальков, Евгений Андреевич

### Командиры 2-й бригады
- 05.02.1806 — 17.01.1811 — генерал-майор Хитрово, Михаил Алексеевич
- 17.01.1811 — 28.12.1816[~ 15] — генерал-майор Языков, Пётр Григорьевич
  - 14.11.1814 — 1814/1815 — командующий полковник Шевандин, Павел Васильевич
  - 1814/1815 — 25.12.1815 — командующий генерал-майор Сазонов, Фёдор Васильевич
  - 25.12.1815 —05.05.1816 — командующий полковник Шевандин, Павел Васильевич
- 28.12.1816 — ранее 12.02.1820 — генерал-майор Рылеев, Михаил Николаевич
- 19.02.1820 — 08.12.1820 — генерал-майор Ахшарумов, Дмитрий Иванович
- 10.12.1820 — 05.06.1822[~ 16] — генерал-майор Избаш, Никита Нестерович
  - 30.05.1821 — 30.08.1821 — командующий полковник Миллер 1-й, Пётр
- 09.06.1822 — 30.01.1827 — генерал-майор Полешко, Степан Григорьевич
- 30.01.1827 — 12.03.1833 — генерал-майор Эйсмонт, Алексей Матвеевич
  - 10.07.1828 — 17.08.1828 — командующий генерал-майор Жиленков, Павел Максимович
- 12.03.1833 — 06.12.1836 — генерал-майор Никитин, Михаил Фёдорович
- 06.12.1836 — 23.03.1847 — генерал-майор де Юнкер, Александр Логгинович
- 23.03.1847 — 31.05.1847 — командующий генерал-майор Бурковский, Алексей Тихонович
- 31.05.1847 — 20.10.1851 — генерал-майор Павлов, Прокофий Яковлевич
- 22.10.1851 — 04.01.1855 — генерал-майор Вильбоа, Даниил Александрович
- 04.01.1855 — 17.08.1855[~ 17] — генерал-майор Ковалев, Егор Сергеевич
- 29.10.1855 — 16.12.1856 — генерал-майор Голев, Иван Петрович
- 30.08.1873 — 07.10.1873 — генерал-майор Свиты Е. И. В. Давыдов, Сергей Львович
- 07.10.1873 — после 25.11.1878 — генерал-майор Белявский, Михаил Павлович
- 08.12.1878 — 14.07.1884 — генерал-майор Салацкий, Виктор Дмитриевич
- 25.07.1884 — 28.01.1889 — генерал-майор Риттих, Александр-Пётр Фридрихович
- 28.01.1889 — 17.01.1890 — генерал-майор граф Комаровский, Дмитрий Егорович
- 12.02.1890 — 22.01.1894 — генерал-майор барон Меллер-Закомельский, Александр Николаевич
- 22.01.1894 — 13.12.1897 — генерал-майор Дудицкий-Лишин, Вячеслав Михайлович
- 13.12.1897 — 10.03.1898 — генерал-майор Арцышевский, Иван Игнатьевич
- 23.03.1898 — 14.01.1900 — генерал-майор Байковский, Александр Прокофьевич
- 15.02.1900 — 26.08.1903 — генерал-майор Грек, Виктор Константинович
- 11.09.1903 — 23.07.1911 — генерал-майор Яроцкий, Богдан Иванович
- 23.07.1911 — 29.10.1913 — генерал-майор Тимковский, Корнелий Данилович
- 05.11.1913 — 31.12.1913 — генерал-майор Шевандин, Дмитрий Иванович
- 14.01.1914 — 29.07.1914 — генерал-майор Ремизов, Николай Митрофанович

### Командиры 3-й бригады
В 1833 3-я бригада расформирована.
- 05.02.1806 — 19.10.1810[~ 18] — генерал-лейтенант Пущин, Павел Петрович
  - 26.12.1807 — 03.12.1809 — командующий полковник Золотницкий, Иван Владимирович
  - 03.12.1809 — 19.10.1810 — командующий полковник Рудзевич, Александр Яковлевич
- 19.10.1810 — 26.11.1810 — генерал-майор Гангеблов, Семён Георгиевич
- 26.11.1810 — 29.08.1814[~ 19] — командующий полковник (с 08.02.1811 генерал-майор, с 15.09.1813 генерал-лейтенант) Рудзевич, Александр Яковлевич
  - 02.04.1814 — 29.08.1814 — командующий полковник Избаш, Никита Нестерович
- 29.08.1814 — 05.11.1816 — генерал-майор Говоров, Иван Петрович
- 18.11.1816 — 28.12.1816 — генерал-майор Рылеев, Михаил Николаевич
- 28.12.1816 — 30.10.1819[~ 20] — генерал-майор Ергольский, Владимир Николаевич
  - 03.04.1818 — 24.03.1819 — командующий полковник Избаш, Никита Нестерович
  - 24.03.1819 — 12.12.1819 — командующий полковник Ведемейер, Александр Иванович
- 12.12.1819 — 15.03.1828[~ 21] — генерал-майор Ведемейер, Александр Иванович
  - 05.05.1824 — 05.11.1824 — командующий полковник Старов, Семён Никитич
  - 14.05.1825 — 14.10.1825 — командующий полковник Старов, Семён Никитич
  - 07.05.1826 — 01.09.1826 — командующий полковник Старов, Семён Никитич
- 15.03.1828 — 12.08.1828 — генерал-майор Герман, Александр Иванович
- 12.08.1828 — 14.03.1829 — генерал-майор Малиновский, Сильвестр Сигизмундович
- 14.03.1829 — 17.10.1830 — генерал-майор Кузьмин, Степан Иванович
- 17.10.1830 — 28.09.1832 — генерал-майор Старов, Семён Никитич
- 28.09.1832 — 12.03.1833 — генерал-майор Никитин, Михаил Фёдорович
- 12.03.1833 — 03.06.1833 — командующий полковник Патон, Пётр Иванович

### Командиры 4-й бригады
Бригада существовала с 16 августа 1807 по 17 января 1811 года
- 16.08.1807 — 19.10.1810 — генерал-майор Гангеблов, Семён Георгиевич
- 19.10.1810 — 17.01.1811 — генерал-лейтенант Пущин, Павел Петрович

### Помощники начальника дивизии
В период с 28 марта 1857 года по 30 августа 1873 года помощники начальника дивизии фактически являлись бригадными командирами.
- 28.03.1857 — 07.07.1863 — генерал-майор Глебов, Константин Николаевич
- 22.07.1863 — 23.12.1863 — генерал-майор Лукомский, Люциан Юлианович
- 23.12.1863 — 09.02.1864 — генерал-майор Велямович, Урбан Осипович
- 19.02.1864 — 17.04.1864 — генерал-майор Вознесенский, Иван Степанович
- хх.хх.1864 — после 18.04.1866 — генерал-майор Лебедев, Пётр Семёнович
- до 25.11.1866 — 30.08.1873[~ 22] — генерал-майор Шульман, Александр Карлович

### Командиры 10-й артиллерийской бригады
Номер в наименовании артиллерийской бригады изменялся параллельно с номером пехотной дивизии, к которой бригада была приписана.
До 1875 г. должности командира артиллерийской бригады соответствовал чин полковника, а с 17 августа 1875 г. - чин генерал-майора.
- 23.08.1806 — 16.03.1808 — полковник Бухгольц, Отто Иванович
- 16.03.1808 — хх.10.1810 — полковник Иванов 1-й, Владимир
- 20.11.1810 — хх.хх.1815 — подполковник (с 13.06.1811 полковник) Браамс, Александр Иванович
- хх.хх.1815 — 02.05.1816 — подполковник Гине, Фёдор Борисович
- 02.05.1816 — 12.08.1817 — полковник Нератов, Иван Александрович
- 12.08.1817 — 06.04.1819 — полковник Антропов, Николай Николаевич
- 05.05.1819 — 25.06.1827 — полковник Жиленков, Павел Максимович
- 06.09.1827 — 12.05.1835 — подполковник Вальц, Яков Иванович
- 12.05.1835 — 27.11.1839 — полковник Леман, Николай Николаевич
- 01.01.1840 — 07.11.1852 — полковник (с 03.04.1849 генерал-майор) Пихельштейн, Викентий Станиславович
- 06.12.1852 — 07.04.1855[~ 23] — полковник Загоскин, Яков Николаевич
- 17.05.1855 — 05.02.1858 — полковник Лыщинский, Станислав Амвросиевич
- 05.02.1858 — 03.04.1861 — полковник Христианович, Николай Максимович
- 03.04.1861 — 05.11.1876 — полковник (с 20.05.1868 генерал-майор) Кононов, Иван Иванович
- 05.11.1876 — 02.01.1877 — полковник Шепелев, Александр Дмитриевич
- 02.01.1877 — 29.09.1889 — полковник (с 01.01.1878 генерал-майор) барон фон Цеймерн, Павел Густавович
- 10.10.1889 — 14.01.1891 — генерал-майор Альтфатер, Михаил Григорьевич
- 14.01.1891 — после 25.10.1892 — генерал-майор Никитин, Владимир Кузьмич
- 30.11.1892 — 30.01.1900 — генерал-майор Барановский, Леопольд Валентинович
- 17.02.1900 — 03.10.1902 — генерал-майор Жуковский, Лев Васильевич
- 03.10.1902 — 27.05.1905 — генерал-майор Радкевич, Евгений Александрович
- 05.09.1905 — 25.07.1908 — полковник (с 30.07.1907 генерал-майор) Борукаев, Александр Георгиевич
- 16.08.1908 — 08.05.1910 — генерал-майор Сокольский, Павел Александрович
- 18.05.1910 — 02.04.1913 — генерал-майор Масалитинов, Василий Иванович
- 02.04.1913 — 26.07.1914[~ 24] — генерал-майор Белихов, Николай Васильевич
- 03.08.1914 — 13.03.1915 — генерал-майор Гаврилов, Василий Тимофеевич
- 13.03.1915 — 16.05.1916 — генерал-майор Скрыдлов, Николай Владимирович
- 03.06.1916 — 28.04.1917 — полковник (с 25.08.1916 генерал-майор) Пащенко, Иван Григорьевич
- 28.04.1917 — хх.хх.хххх — командующий полковник Хвощинский, Александр Васильевич

### Командиры кавалерийских бригад 12-й (с 04.05.1806 13-й) дивизии
В 1807 кавалерия выведена из состава дивизии
Бригада в составе Лейб-Кирасирского Её Величества и Переяславского драгунского полков.
- 05.02.1806 — 16.08.1807 — генерал-майор (с 15.06.1806 генерал-лейтенант) Засс, Андрей Павлович

Бригада в составе Смоленского драгунского и Житомирского драгунского полков.
- 05.02.1806 — 16.08.1807 — генерал-майор Гампер, Ермолай Ермолаевич

## Комментарии
1. ↑  С июня 1812 года г-л. Э. О. Ришелье занимал должность Одесского и Херсонского военного губернатора, в связи с чем не мог исполнять обязанности начальника дивизии.
2. ↑  С 14.11.1814 г-л. А. Я. Рудзевич находился в отпуске до излечения болезни.
3. ↑  В этот период ген. С. Ф. Желтухин неоднократно исполнял должность командующего 6-м пехотным корпусом, в связи с чем не мог исполнять обязанности начальника дивизии.
4. ↑  Умер в должности. Высочайшим приказом от 09.08.1828 исключен из списков умершим.
5. ↑  До 22.03.1829 — командующий.
6. ↑  Умер в должности. Высочайшим приказом от 24.07.1832 исключен из списков умершим.
7. ↑  Замещал г-л. В. И. Дебан-Скоротецкого в период, пока тот исполнял обязанности командира 4-го пехотного корпуса.
8. ↑  Убит в сражении при Инкермане. Исключен из списков умершим от ран Высочайшим приказом от 26.11.1854.
9. ↑  В приказе о новом назначении подполковника  И. Н. Познанского от 24.08.1864 он упоминался как "бывший начальник дивизионного штаба 10-й пех. дивизии".
10. ↑  В "Списке генералам по старшинству" на 1890 (и последующие годы) данная должность в справке на Михайлова не упоминается. См. "Список полковникам по старшинству", составленный на 01.11.1873, с. 481 и "Ежегодник русской армии" на 1869, с. 554 и 1876, ч. 2, с. 372.
11. ↑  С июня 1812 г. по 15 сентября 1813 г. г-м. Ф. А. Линдфорс являлся командующим всей 13-й пехотной дивизии, в связи с чем не мог исполнять обязанности командира бригады.

8 октября 1813 г. был смертельно ранен в ходе битвы под Лейпцигом. Высочайшим приказом от 18.01.1814 исключен из списков умершим от ран.
12. ↑  Фактически, все это время г-м. С. Г. Гангеблов находился в отпуске по болезни.
13. ↑  Умер в должности. Высочайшим приказом от 23.12.1894 исключен из списков умершим.
14. ↑  Умер в должности. Высочайшим приказом от 02.05.1913 исключён из списков умершим.
15. ↑  С 14.11.1814 по 05.05.1816 г-м. П. Г. Языков являлся командующим всей дивизии, в связи с чем не мог исполнять обязанности командира 2-й бригады.
16. ↑  Умер в должности. Высочайшим приказом от 05.06.1822 исключен из списков умершим.
17. ↑  С 16.03.1855 находился в отпуске для излечения от ран.
18. ↑  С 26.12.1807 был уволен в отпуск до излечения болезни.
19. ↑  С 02.04.1814 г-л. А. Я Рудзевич являлся командующим всей 13-й пех. дивизии, в связи с чем не мог исполнять обязанности командира бригады.
20. ↑  03.04.1818 уволен в отпуск до излечения ран.
21. ↑  В этот период г-м. А. И. Ведемейер несколько раз становился командующим всей 17-й пех. дивизией, в связи с чем не мог исполнять обязанности командира 3-й бригады.
22. ↑  После восстановления 30 августа 1873 г. должностей бригадных командиров назначен командиром 1-й бригады этой же дивизии.
23. ↑  Погиб в ходе обороны Севастополя. Высочайшим приказом от 02.05.1855 исключен из списков умершим .
24. ↑  Умер в должности, 03.08.1914 исключён из списков умершим.